# Interstate 4
Interstate 4 eller I-4 är en väg, Interstate Highway, i Florida, USA. Den är 213 km lång och går mellan Tampa och Daytona Beach. 

## Historia
- Vägen öppnades år 1957, då mellan Lakeland och Plant City
- Mellan 1960 och 1961 byggdes vägen ut så att det gick att åka bil från Tampa till Plant City
- 1962 gick det att åka ända till Orlando från Tampa
- Orkanen Charley förstörde delar av I-4